# Якусіма
30°21′31″ пн. ш. 130°31′43″ сх. д. / 30.35861° пн. ш. 130.52861° сх. д.
Якусі́ма або О́стрів Я́ку (яп. 屋久島, やくしま, МФА: [jakuɕima]) — японський острів, що розташований за 60 км на південний захід від півострова Осумі на Кюсю, складової одного з чотирьох великих островів Японського архіпелагу. З 1993 року занесена до Світової спадщини ЮНЕСКО.

## Короткі відомості

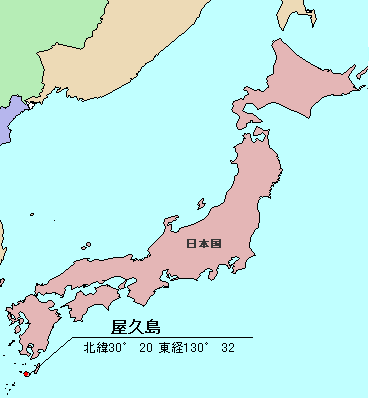
Місцезнаходження Якусіми

Якусіма належить однойменному містечку Якусіма префектури Каґосіма. Разом із сусідніми островами Танеґасіма і Кучіноерабу-дзіма, вона є складовою островів Осумі.
Площа Якусіми становить 504,88 км². Її контури нагадують заокруглений п'ятикутник. Якусіма посідає 9-е місце за площею серед усіх Японських островів, і 2-е місце у префектурі Каґосіма.
Якусіма багата фауною і первісною тропічною флорою. В центрі острова знаходиться пік-вулкан Міяноура, заввишки 1.935 м, що вкритий рідкісним видом криптомерій Яку. Стародавні ліси займають 107,47 км² — 21 % площі острова. З 1993 року вони занесені до цінних природних надбань Світової спадщини ЮНЕСКО. Саме якусімські величезні криптомерії надихнули японського аніматора Міядзакі Хаяо на створення твору «Принцеса Мононоке».
На острові часті опади — від 4000 до 10 000 мм. Найбільше їх випадає весною і влітку; зима і осінь є відносно сухими порами року. 